# Falange Espanhola
A Falange Española (FE) (Português: Falange Espanhola) foi uma organização política Espanhola de inspiração fascista ativa em 1933 e 1934.

## História

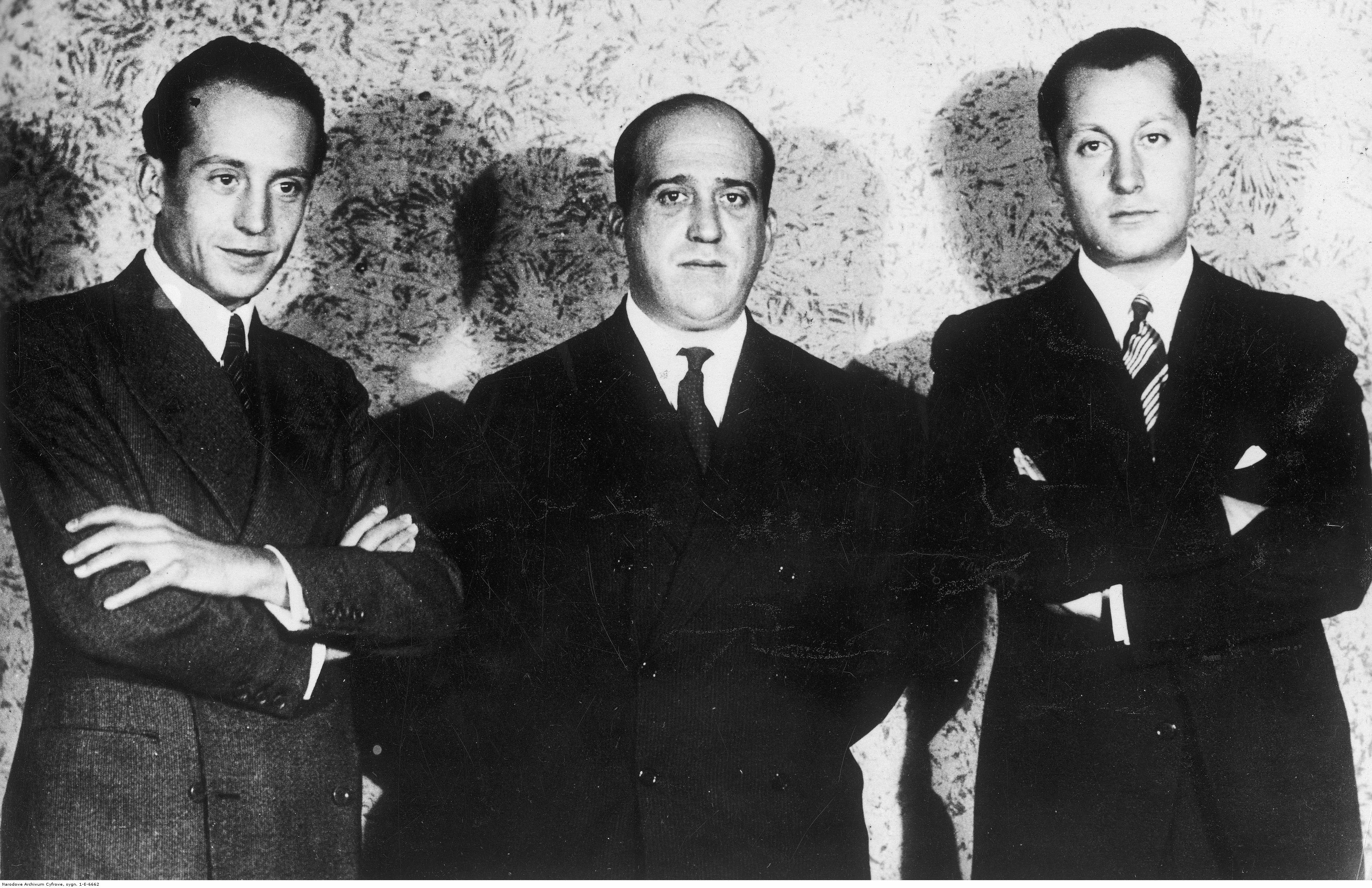
García Valdecasas, Ruiz de Alda e Primo de Rivera no encontro para a sua fundação de 1933

Foi criada em 29 de Outubro de 1933 como sucessor do Movimiento Español Sindicalista (MES), uma organização similar fundada anteriormente em 1933. O encontro para a sua fundação ocorreu no Teatro de la Comedia de Madrid e foi conduzido por José António Primo de Rivera, Julio Ruiz de Alda e Alfonso García Valdecasas. Em Fevereiro de 1934, após os maus resultados nas urnas nas eleições de 1933, José António Primo de Rivera sugeriu uma fusão da Falange Española com as Juntas de Ofensivas Nacional-Sindicalista de Ramiro Ledesma, que foi aprovada em 15 de Fevereiro. A Falange Espanhola de las JONS (FE de las JONS) foi formada posteriormente.
O seu primeiro confronto com grupos Marxistas ocorreu em 5 de Novembro de 1933, quando os seus militantes tiveram uma ruptura com simpatizantes socialistas no caso de um jogo de futebol em Almoradí (Província de Alicante).